# 尖裂黄瓜菜
尖裂黄瓜菜（学名：Paraixeris serotina），为菊科黄瓜菜属下的一个种。

## 扩展阅读
維基物種上的相關：尖裂黄瓜菜